# Paraliparis rosaceus
Paraliparis rosaceus är en fiskart som beskrevs av Gilbert, 1890. Paraliparis rosaceus ingår i släktet Paraliparis och familjen Liparidae. Inga underarter finns listade i Catalogue of Life.